# Medizinischer Transportdienst

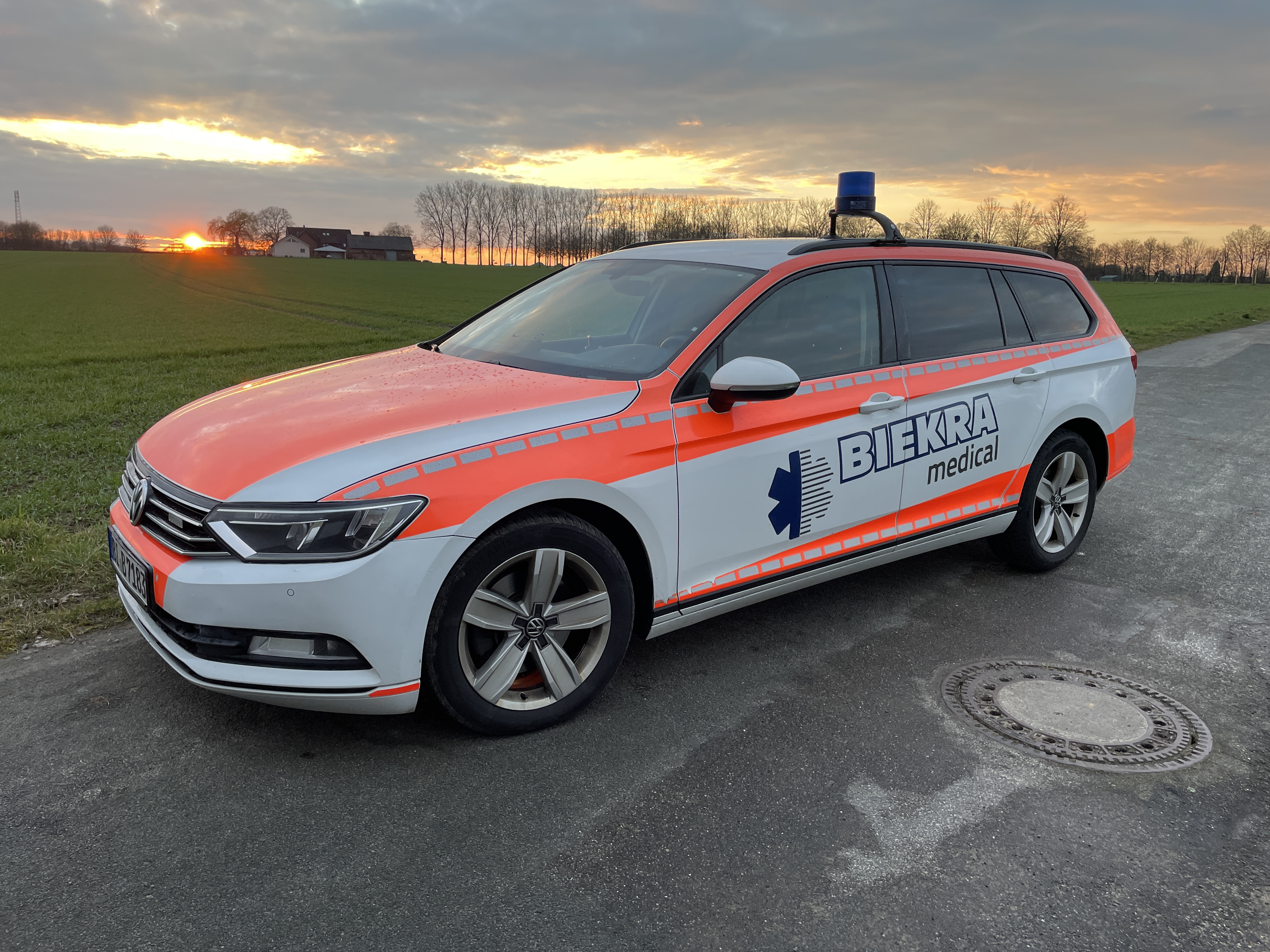
Ein MTD-Fahrzeug, das sowohl im Blut-, als auch im Organtransport eingesetzt wird

Der Medizinische Transportdienst (kurz MTD oder Organtransportdienst, kurz OTD) ist in Deutschland eine Einrichtung der Hilfsorganisationen (z. B. des Arbeiter-Samariter-Bundes, des Deutschen Roten Kreuzes, des Malteser Hilfsdienstes oder der Johanniter) sowie einiger Privatunternehmen. Das Aufgabenfeld umfasst den Transport von Blutpräparaten, Organen, Proben (zum Beispiel von Schnellschnitten), Medikamenten, Gegengiften und medizinischen Geräten bzw. Personal (Ärzteteams). Der Dienst umfasst neben dem eigentlichen Transport auch die Suche nach Blutpräparaten sowie die Transportkoordination, zum Beispiel im Rahmen von Organspenden.
Die für den MTD benötigten Fahrzeuge sind meist mit Behördenfunk, Freisprecheinrichtungen für Mobiltelefone und satellitengestützte Navigationssysteme ausgestattet. Weiterhin verfügen sie über Kühlschränke zur Lagerung bestimmter Blutpräparate und Sondersignaleinrichtungen. Äußerlich sind die MTD-Fahrzeuge den Notarzteinsatzfahrzeugen oder den Fahrzeugen des Hausnotrufes sehr ähnlich, in manchen Fällen werden sogar dieselben Fahrzeuge für alle Aufgaben genutzt. Nur unter gewissen Umständen (wenn Menschenleben in Gefahr ist) kann der MTD Wegerecht in Anspruch nehmen.
Für längere Transportstrecken werden gelegentlich Schnellzüge sowie für den Lufttransport Flugzeuge und Hubschrauber eingesetzt. Diese werden dann jedoch normalerweise von Kraftfahrzeugen unterstützt, die das zu transportierende Gut oder Personal an die Lufteinheiten übergeben oder es von diesen übernehmen und zum endgültigen Bestimmungsort überführen.